# Eleccions al Consell Insular de Mallorca de 2023
Les eleccions al Consell Insular de Mallorca de 2023 foren una cita electoral que se celebrà el 28 de maig de 2023 en el marc de les eleccions autonòmiques de les Illes Balears d'aquell any. Hi tenien dret de vot tots els ciutadans majors de 18 anys empadronats a Mallorca.

## Candidatures

### Candidatures presents al Consell Insular de Mallorca
| Partit                                       | Candidat                     |
| -------------------------------------------- | ---------------------------- |
| Partit Socialista Obrer Espanyol (PSIB-PSOE) | Catalina Cladera Crespí      |
| Partit Popular (PP)                          | Llorenç Galmés Verger        |
| Més per Mallorca (MÉS)                       | Jaume Alzamora Riera         |
| Ciudadanos (Cs)                              | Alejandro Valdivia Schneider |
| Podemos (PODEMOS-IU)                         | Iván Sevillano Miguel        |
| Proposta per les Illes (El PI)               | Antoni Salas Roca            |
| Vox (Vox)                                    | Pedro Bestard Martínez       |

## Resultats
| Partit                                   | Partit                            | Vots    | %     | Escons  | +/– |
| ---------------------------------------- | --------------------------------- | ------- | ----- | ------- | --- |
|                                          | Partit Popular de Mallorca        | 123.380 | 34,16 | 13 / 33 | 6   |
|                                          | Federació Socialista de Mallorca  | 92.050  | 25,48 | 9 / 33  | 1   |
|                                          | Vox                               | 55.202  | 15,28 | 5 / 33  | 2   |
|                                          | Més per Mallorca                  | 42.197  | 11,68 | 4 / 33  | =   |
|                                          | Proposta per les Illes            | 18.905  | 5,23  | 2 / 33  | 1   |
|                                          |                                   |         |       |         |     |
|                                          | Unides Podem                      | 15.455  | 4,27  | 0 / 33  | 3   |
|                                          | Ciutadans-Partit de la Ciutadania | 4.920   | 1,36  | 0 / 33  | 3   |
|                                          | Coalició per Balears              | 988     | 0,27  | 0 / 33  | Nou |
|                                          | Projecte Lliberal Baléà           | 825     | 0,22  | 0 / 33  | =   |
|                                          | Reset-Reinicio Político           | 693     | 0,19  | 0 / 33  | Nou |
|                                          | Nou Ordre Nacional                | 381     | 0,10  | 0 / 33  | Nou |
| Total                                    | Total                             | 354.996 | 98,29 | 33      | =   |
|                                          |                                   |         |       |         |     |
| Vots en blanc                            | Vots en blanc                     | 6.172   | 1,70  |         |     |
| Vots vàlids                              | Vots vàlids                       | 361.168 | 98,68 |         |     |
| Vots nuls                                | Vots nuls                         | 4.801   | 1,31  |         |     |
| Participació                             | Participació                      | 365.969 | 58,86 |         |     |
| Cens                                     | Cens                              | 621.728 |       |         |     |
| Font: www.resultatseleccions2023.caib.es |                                   |         |       |         |     |

## Anàlisis
11 formacions es presentaren a les eleccions al Consell de Mallorca de 2023, quan a les anteriors havien estat 12. De les 11 del 2023 aconseguiren representació 5 (PP, PSOE, VOX, Més i Pi).
El PP aconseguí quasi doblar el nombre de vots passant de 69.286 a 123.380, cosa que permeté també pujar de manera important els consellers electes passant de 7 a 13. El PSIB tot i pujar 2.800 vots més amb relació a 2019, aconseguiren un conseller electe manco. Vox sumà uns 24.000 vots més que quatre anys enrere i passà de 3 consellers electes a 5. Més per Mallorca perdé 495 vots però aconseguí mantenir els 4 consellers. El Pi perdé 11.800 vots i perdé 1 conseller. Unides Podem i Ciutadans no aconseguiren arribar al 5% exigit per entrar a la institució. Podem es quedà amb el 4'27 i Cs amb 1'37%. Les altres 4 opcions es quedaren entre el 0'10 i el 0'27.
A nivell de participació a les eleccions a l'urna del Consell de Mallorca, votaren 365.969 persones que suposaven un augment de 25.390 persones més que al 2019. Percentualment suposà un 58'86 % del cens, enfront del 56'17 % del 2017. Hi hagué però un augment de vot en blanc ja que escolliren aquesta opció 6.172 persones (1'70 %) quan el 2019 foren 3.911 (1'16 %). Pel que fa als vots en nul també hi hagué augment però amb manco mesura. 4.801 votaren nul (1'31 %) el 2023 enfront 4.121 persones (1'20 %) el 2019.
El municipi on més es votà percentualment a l'urna del Consell fou Mancor de la Vall on un 85'90 % dels electors possibles votà en l'urna insular. Ben a prop també Fornalutx amb un 85'89 %. A les anteriors havia estat Fornalutx amb un 87'41 %. Per contra, on manco es votà a l'urna del Consell de Mallorca fou a Capdepera amb un 49,91 %. També ja fou on manco es votà percentualment al 2019 a nivell insular. El municipi on el PP al Consell rebé percentualment més suports fou Escorca on un 79'27 % dels cens elegí la papereta del PP al Consell. Per la part contraria, a Sant Joan, el PP fou on guanyà amb manco percentatge amb un 26'81%. El Pi fou primera força insular a Ariany, Banyalbufar, Costitx i Petra. El PSIB fou primera força insular a Artà, Capdepera, Inca, Pollença, Puigpunyent i Santa Eugènia. I Més per Mallorca a Campanet, Deià, Esporles i Llubí.